# Joëlle Bernard
Joëlle Bernard  (Vitry-le-François, 14 de agosto de 1928-París, 23 de marzo de 1977) fue una actriz teatral y cinematográfica de nacionalidad francesa.
Su verdadero nombre era Josette Jeanne Marie Petot, y nació en Vitry-le-François, Francia. 
Casada con el actor y director Roger Pigaut, ella se suicidó en 1977 en París, Francia.

## Filmografía
| - 1944 : Lunegarde, de Marc Allégret - 1947 : Quai des Orfèvres, de Henri-Georges Clouzot - 1948 : Aux yeux du souvenir, de Jean Delannoy - 1949 : Miquette et sa mère, de Henri-Georges Clouzot - 1950 : La Belle que voilà, de Jean-Paul Le Chanois - 1950 : Méfiez-vous des blondes, de André Hunebelle - 1950 : Les maîtres-nageurs, de Henri Lepage - 1951 : Casque d'or, de Jacques Becker - 1951 : Chassé-croisière, corto de Pierre Lafond - 1951 : Si ça vous chante/La leçon d'humour dans un parc, corto de Jacques Loew - 1952 : Horizons sans fin, de Jean Dréville - 1952 : La Jeune Folle, de Yves Allégret - 1952 : Rue de l'Estrapade, de Jacques Becker - 1952 : Les Dents longues, de Daniel Gélin - 1953 : La neige était sale, de Luis Saslavsky - 1953 : L'Esclave, de Yves Ciampi - 1953 : Les Enfants de l'amour, de Léonide Moguy - 1954 : Interdit de séjour, de Maurice de Canonge - 1955 : Sophie et le Crime, de Pierre Gaspard-Huit - 1956 : Le long des trottoirs, de Léonide Moguy - 1956 : OSS 117 n'est pas mort, de Jean Sacha - 1957 : Ces dames préfèrent le mambo, de Bernard Borderie - 1957 : Trois jours à vivre, de Gilles Grangier - 1958 : Les Amants de demain, de Marcel Blistène | - 1958 : Prisons de femmes, de Maurice Cloche - 1959 : Pêcheur d'Islande, de Pierre Schoendoerffer - 1959 : Sergent X, de Bernard Borderie - 1960 : Interpol contre X, de Maurice Boutel - 1960 : Callaghan remet ça, de Willy Rozier - 1961 : Le Bateau d'Émile, de Denys de La Patellière - 1962 : Du mouron pour les petits oiseaux, de Marcel Carné - 1962 : Le Gentleman d'Epsom, de Gilles Grangier - 1963 : L'Année du bac, de José-André Lacour - 1963 : Le Journal d'une femme de chambre, de Luis Buñuel - 1965 : Angélique et le Roy, de Bernard Borderie - 1966 : Sept hommes et une garçe, de Bernard Borderie - 1968 : Adélaïde, de Jean-Daniel Simon - 1969 : The adding machine, de Jérôme Epstein - 1970 : L'Alliance, de Christian de Chalonge - 1970 : Comptes à rebours, de Roger Pigaut - 1970 : Ils, de Jean-Daniel Simon - 1972 : Le viager, de Pierre Tchernia - 1974 : Six alcooliques en quête d'un médecin – corto de Gérard Samson - 1974 : Les Enquêtes du commissaire Maigret, episodio Maigret et la grande perche, de Claude Barma - 1975 : Le Guêpier, de Roger Pigaut - 1975 : Parlez-moi d'amour, de Michel Drach - 1975 : Paul Gauguin, de Roger Pigaut - 1976 : Les conquistadors, de Marco Pauly |

## Teatro
- 1954 : Bel Ami, de Frédéric Dard, a partir de Guy de Maupassant, escenografía de Jean Darcante, Teatro des Célestins
- 1955 : Le Mal d'amour, de Marcel Achard, escenografía de François Périer, Teatro de la Michodière